# Josef Paukert
Josef Paukert (2. října 1915, Praha – 1991, Řevnice) byl český malíř a grafik.

## Život
Narodil se v Praze jako jediné dítě Johany Hájkové. V letech 1934–1939 absolvoval na Českém vysokém učení technickém ateliér prof. Oldřicha Blažíčka (mimo jiné také pod vedením Cyrila Boudy). Po studiích se věnoval výuce kresby na gymnáziu a později už výhradně ilustraci (Nakladatelství Svoboda, Československý spisovatel, Mladá fronta, Státní nakladatelství dětské knihy). Dlouhodobě pak působil jako redakční grafik časopisu Čtyřlístek.
Byl členem skupiny Českého fondu výtvarných umění (ČFVU).
Jeho manželkou se stala spisovatelka Ludmila Vaňková.

## Dílo
Dílo je ve své oficiální rovině očividně zatíženo dobovými ideologickými konotacemi, které vyplývají z dobové oficiální tvorby. Jeho soukromé dílo není příliš známo.
V rámci knižních ilustrací převažují náměty pro děti, poměrně vysoce je zastoupena portrétní tvorba a krajinomalba. Výrazovým prostředkem je výhradně tuš a akvarel, přičemž kresba nese dva základní výrazy; jedná se buď o velmi precizní jemnou šrafuru (především v portrétní tvorbě) nebo o expresivní tvoření tvaru pomocí lavírování a ostrých kontrastů světla a stínu (především tvorba volná).
Kromě knižních ilustrací se věnoval plakátové tvorbě, také je autorem poštovních známek, nebo např. loga někdejšího Svazu spisovatelů.

## Výstavy
- 1950/10/27 – 1950/11/26 Členská výstava Umělecké besedy, Slovanský ostrov, Praha
- 1953/01/23 – 1953/02/22 II. krajské středisko Umělecká beseda: členská výstava, Slovanský ostrov, Praha
- 1953/01/23 – 1953/02/22 Členská výstava Umělecké besedy, Slovanský ostrov, Praha
- 1953/12/02 – 1954/01/03 Členská výstava Umělecké besedy, Valdštejnský palác, Praha
- 1953/12/02 – 1954/01/03 II. krajské středisko Umělecká beseda: členská výstava, Valdštejnský palác, Praha
- 1965 Ilustrace a grafika knih Mladé fronty, Galerie Fronta, Praha
- 1965/05 – 1965/09 Výtvarní umělci k výročí 20 let ČSSR, Dům U Hybernů, Praha
- 1967/05/05 – 1967/06/30 Současný československý plakát, Vlastivědný ústav, Olomouc

## Zastoupení ve sbírkách
- Moravská galerie v Brně, Brno